# 藤永田造船所
藤永田造船所（ふじながたぞうせんじょ）は、かつて大阪府大阪市にあった民間造船所。日本最古の造船所と言われ、日本海軍の艦艇や鉄道車両を製造していた。

## 沿革

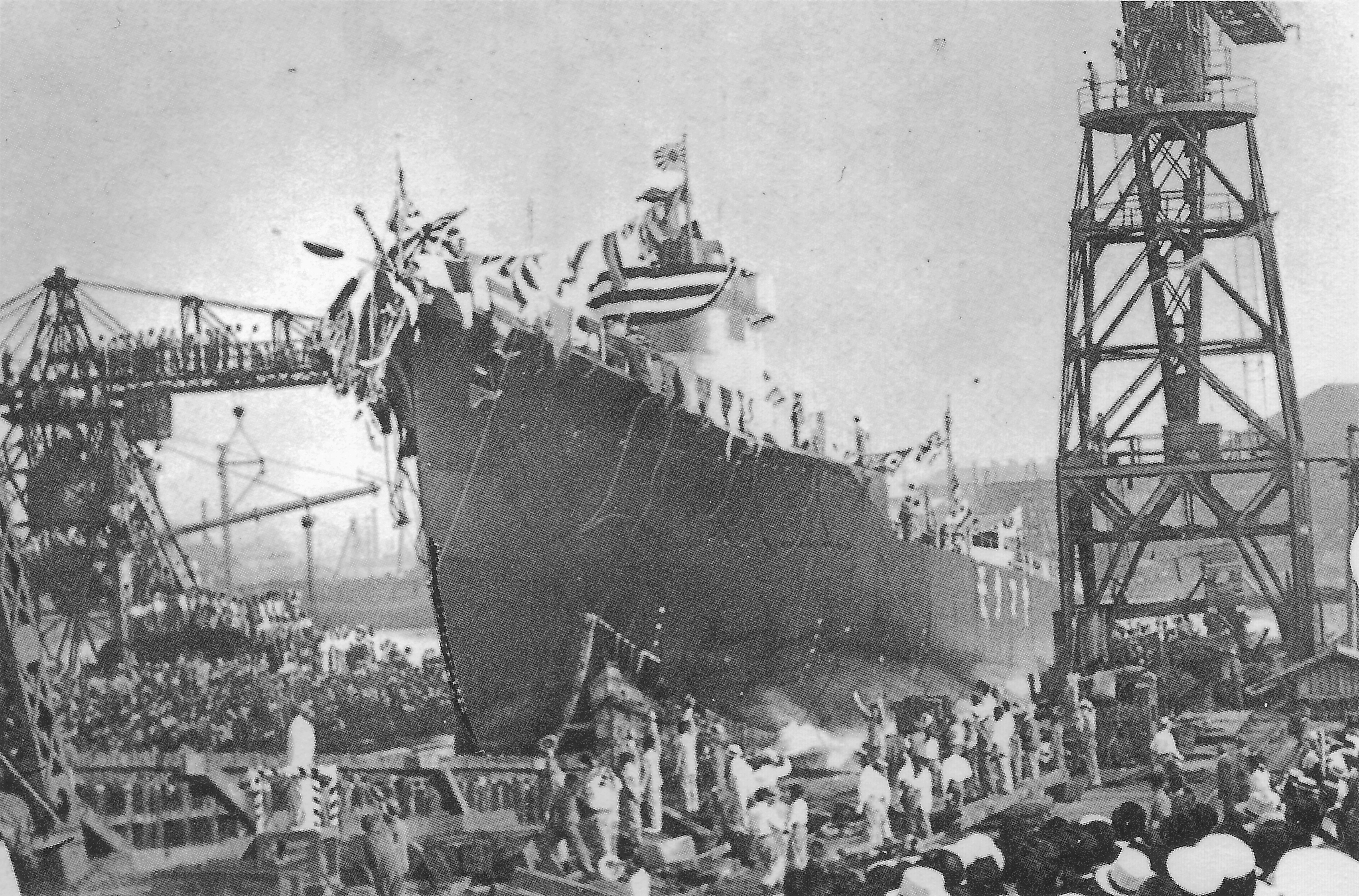
山雲の進水式。1937年7月24日、藤永田造船所。

元禄2年（1689年）3月、大坂堂島船大工町（現・大阪市北区堂島1丁目）に船小屋「兵庫屋」として創業。安政元年（1854年）、紀州藩の御座船を受注したことを受け、江之子島敷屋町（現・西区江之子島1丁目）に移転する。
開国以後、西洋式船舶である君沢型スクーナー船、木造外輪汽船の建造に取り組み、近代的造船所に脱皮した。1874年（明治7年）、西成郡岩崎新田（現・西区千代崎3丁目）に移転して藤永田造船所に社名を変更する。1884年（明治17年）、大正区新炭屋町（現・大正区千島1丁目）に移転する。
1917年（大正6年）には東成郡敷津村（現・住之江区柴谷1丁目）に敷津工場（後の本社工場）を開設して設備の大規模化、近代化を進め、1919年（大正8年）11月に海軍指定工場となり、初の海軍艦艇建造となる駆逐艦「藤」を受注した。
造船業の他、1921年（大正10年）からは鉄道車両製造、鋳鉄管製造、化学工業機器製造など多角化を進めた。1926年（大正15年）5月、敷津工場を本社工場とし、元の本社工場を新炭屋町工場に改め、敷津工場の対岸にあった大正区船町の船町造船所を吸収合併して船町工場（現・大正区船町1丁目）を設立する。
太平洋戦争が始まると駆逐艦の増産が行われ、1944年（昭和19年）1月に軍需会社に指定される。同年12月の時点で従業員は16,508名にものぼり、大阪では大阪陸軍造兵廠、住友金属工業に次ぐ人数となった。
戦前においては、日本海軍との関係が強く、そのことで昭和金融恐慌などの経営危機を乗り越えたが、1945年（昭和20年）6月1日の第2回大阪大空襲により被災し、戦後は漁船建造から再出発した。明治海運を中心とした同型貨物船建造、LPG船建造などを行った。1962年（昭和37年）10月、化工機部門を分離して藤永田エンジニアリングを設立する。
造船業の他、製油精製装置、産業機械などの製造部門にも力を注いできたが、1967年（昭和42年）10月に企業競争力の強化のため同じ銀行融資系列の三井造船に吸収合併される。
1977年（昭和52年）3月には藤永田エンンジニアリングも三井造船エンジニアリングに吸収合併され、兵庫屋時代を含む藤永田278年の歴史に幕を閉じた。現在は、工場敷地の大半が再開発されている。なお、敷津工場の東隣には名村造船所があった。

### 社名
「兵庫屋」から「藤永田造船所」に社名を変更した理由として、以下の二つの説がある。
1. 帆船「十八丸」の試運転披露に出席した渡邊昇大阪府知事が、帆装の形状が「藤の花」に似ていることから、兵庫屋の本姓「永田」の上に「藤」を付け「藤永田造船所」と称するよう勧めた。
2. 兵庫屋の親戚筋に姓が「藤」という船大工がおり、兵庫屋の初の鉄船の建造を藤家にまかせ、その試運転の際に故障した機械の修理をしていた親戚が小爆発で殉職したため、その死を悼み「藤」を「永田」の上につけ社名を「藤永田造船所」とした。

## 年譜
- 1689年（元禄2年）- 大坂、堂島船大工町（現・大阪市北区堂島1丁目）に船大屋「兵庫屋」創業。
- 1854年（安政元年）- 江之子島敷屋町（現・西区江之子島1丁目）へ移転し、紀州藩の御座船を建造する。
- 1869年（明治2年）- ドイツ人技師から西洋型船舶建造の技術指導を受ける。
- 1870年（明治3年）- 民間造船所初の洋式木造外輪汽船を建造。
- 1874年（明治7年）- 工場を西成郡岩崎新田（現・西区千代崎3丁目）に移転。社名を「藤永田造船所」に変更。
- 1884年（明治17年）- 大正区新炭屋町（現・大正区千島1丁目）に移転。
- 1900年（明治33年）- 造船所初の鋼製貨物船「第二永田丸」が進水。
- 1917年（大正6年）- 東成郡敷津村（現・住之江区柴谷1丁目）に敷津工場（後の本社工場）を開設。
- 1919年（大正8年）11月 - 海軍の指定工場となる。
- 1920年（大正9年）‐ 鉄道車両、鋳鉄管製造を開始。
- 1921年（大正10年）
  - 5月31日 - 藤永田初の駆逐艦「藤」竣工（海軍艦艇建造総数、56隻）。
  - 5月 - 労働争議が発生。
- 1923年（大正12年）4月10日 - 株式会社藤永田造船所設立。
- 1926年（大正15年）5月 - 本社を敷津工場に移転、同工場を本社工場とし、今までの本社工場を新炭屋町工場とする。大正区船町の船町造船所を継承し船町工場（現・大正区船町1丁目）とする。
- 1928年（昭和3年）12月 - 金融難により軍艦製造部門のみ海軍艦政本部臨時艦船建造部の管理下に入る
- 1929年（昭和4年）
  - 4月 - 創業家の10代当主・永田三十郎が社長を辞任。
  - 11月 - 池田岩三郎海軍中将が社長に就任。
- 1931年（昭和6年）- 化学工業機器製造を開始。
- 1932年（昭和7年）11月 - 岸本信太海軍中将が社長に就任。
- 1933年（昭和8年）- 累積赤字のため車両工場を廃止し、兵器工場とする（受注車両総数、967両）。
- 1937年（昭和12年）12月 - 製缶工場新設。
- 1940年（昭和15年）3月 - 海軍管理工場指定。
- 1944年（昭和19年）1月 - 軍需会社指定。
- 1945年（昭和20年）6月 - 空襲により本社工場が被災。
- 1962年（昭和37年）- LPG船の建造を開始。
- 1967年（昭和42年）10月 - 三井造船株式会社に吸収合併。

## 製品
- 艦船 （艦艇・民間船）
- 鉄道車両
- 鋳鉄管
- 化学工業機器

### 艦船
浦賀船渠とともに駆逐艦建造で有名で「西の藤永田、東の浦賀」と呼ばれていた。

#### 艦艇
- 二等駆逐艦
  - 樅型：藤 - 蕨 - 蓼
  - 若竹型：芙蓉 - 刈萱
- 一等駆逐艦

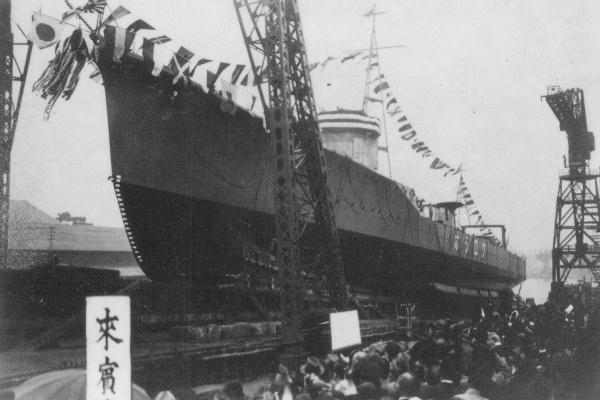
日本海軍陽炎型駆逐艦「黒潮」大阪の藤永田造船所で進水

  - 睦月型：皐月 - 文月 [II]  - 夕月
  - 吹雪型：白雲 [II] - 叢雲 [II] - 綾波 [II] - 曙 [II]- 電 [II]
  - 白露型：村雨 [II] - 江風 [III]
  - 朝潮型：満潮 - 山雲 - 峯雲
  - 陽炎型：黒潮 - 夏潮 - 浦風 [II] - 谷風 [II] - 舞風
  - 夕雲型：巻雲 [II]  - 長波  - 大波 - 玉波 - 藤波 - 朝霜 - 秋霜
  - 松/橘型：梅 [II] - 桑 [II] - 杉 [II] - 樫 [II]  - 楢 [II] - 柳 [II] - 樺 [II] - 桂 [II]（未成）
- 砲艦：二見 - 伏見 [II] - 隅田 [II]
- 千鳥型水雷艇：真鶴 [II] - 初雁
- 第二号型（丁型）海防艦 ： 36 - 40 - 48 - 58（未成）
- 掃海艇
  - 第一三号型 ： 第13号 - 第15号
  - 第一九号型 ： 第38号 - 第41号
- 海上自衛隊 駆潜艇
  - かり型：かり - たか
  - うみたか型：くまたか
  - みずとり型：やまどり - かささぎ

#### 民間船等
- 第二永田丸（造船所初の鋼製貨物船）
- 下関丸 (2代)（鉄道連絡船）
- イースタンリーダー号（輸出船第一号、アメリカ）
- オエステ号（加圧式LPG船、ブラジル「ペトロブラス社」）
- 「S・Aユグノー号」（超高速ライナー、南アフリカ共和国）
- 「りしり」「のと」れぶん型巡視船
- 北斗丸（初代）（運輸省航海訓練所・練習船）
- 海鷹丸 [II] （東京水産大学・漁業練習船）
- おしょろ丸 [III] （北海道大学水産学部附属練習船）
- チャートラカン・コソール タイ王国警察練習船
- RSA 南アフリカ共和国南極探検船

### 鉄道車両
- 大阪電気軌道デボ61形電車
- 東京横浜電鉄デハ100形
- 小田原急行鉄道121形・131形・151形
- 京浜41号形電車
- 阪神112形電車
- 阪神301形電車
- 阪神601形電車
- 阪神701形電車
- 阪神国道電軌1形電車
- 阪急40形電車
- 京阪1500型電車 (初代)
- 京阪1550型電車
- 京福電気鉄道モボ101形電車
- 大阪市交通局1601形電車
- 大阪市交通局1081形電車
- 広島電気101形、広浜鉄道6形電車
- 広島瓦斯電軌H形電車（広島電鉄1030形）
- 熊本電気鉄道200系電車（2代目）

など多数。

## 藤永田造船所争議

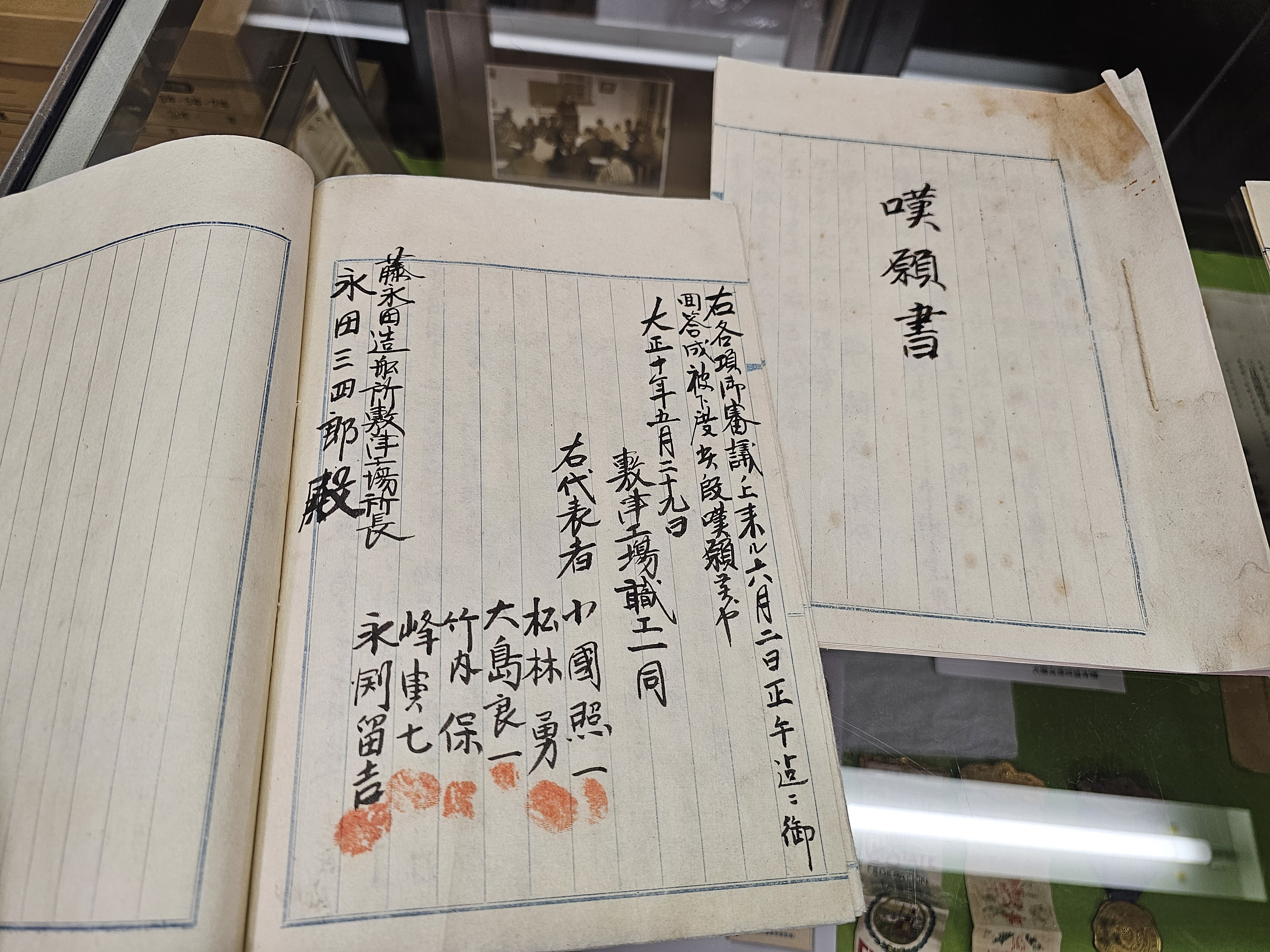
藤永田造船所争議嘆願書　エル・ライブラリー（大阪産業労働資料館）所蔵品。

第1次大戦終了後の造船不況の中、大正10年の大阪造船労働組合の結成後、藤永田の経営側は不況対策として30名の鋳造工の解雇に踏み切った。これを機に組合員は争議の準備をすすめ同情ストに入ることを決めた。
1921年5月29日、全職工3000余名が団体交渉権の確認、解雇手当の要求等の嘆願書を提出した。経営側からの回答は6月2日に示されたが、中心的な要求であった団体交渉権と解雇手当の回答が保留にされ、これを不満とした労働者側は改めて要求書を提出した。この結果、1921年6月8日、藤永田造船所では、本工場、敷津分工場、第3工場でもストライキ状態となる。この影響を受け、大阪市内で、村尾造船所争議、安治川鉄工所争議、相沢造船所争議、芦田鉄工所争議、中央鉄工所争議などの争議に波及した。争議団は1921年6月13日から、19日を除いて20日まで集会とデモを行った。
これに対して、元代議士である日野国明弁護士の調停により、藤永田造船所側は団体交渉権を認めることにて、争議団は調停案を承認した。その結果、7月27日より争議団は出勤を再開し、本争議は終結した。